# Charles Poitevin de Maissemy
Pour les articles homonymes, voir Poitevin.
Charles Poitevin, baron de Maissemy, né à Guiscard le 9 mars 1742 et mort le 16 juin 1830, est un magistrat et haut fonctionnaire français. Il est maître des requêtes avant la Révolution française et mène une carrière de préfet sous le Consulat et l'Empire.

## Biographie

### Famille
Charles Poitevin de Maissemy, né à Guiscard le 9 mars 1742,, est le fils de Claude Charles Poitevin de Guny, né le 9 août 1708 et mort à Guiscard le 1er juillet 1790 et de Charlotte Agnès Vinchon, née à Maissemy le 15 novembre 1710 et morte à Guiscard le 12 floréal an IV (1er mai 1796).
Le père de Charles, Claude Charles Poitevin de Guny, directeur des postes de Guiscard, est conseiller en la cour des monnaies de Paris, charge qui l'anoblit avec lettres d'honneur en 1771. Il est seigneur de Maissemy de 1770 à 1787. La filiation suivie remonte au père de Claude Charles, Charles Poitevin de Guny, vivant en 1742, avocat en Parlement.

### Magistrat d'Ancien Régime
Charles Poitevin est d'abord gendarme de la garde pendant sept ans. Il est ensuite conseiller à la cour des aides de Paris de 1770 à 1783. Il en devient conseiller honoraire le 28 août 1783. Il est entretemps devenu maître des requêtes, le 28 mai 1783. Il conserve cette charge jusqu'à la Révolution.
Il est directeur de la Librairie, donc responsable de la censure, de la fin octobre 1788 à la fin juillet 1789,. Il démissionne alors de cette fonction.

### Révolution française
Le 14 juillet 1789, il est représentant de la Commune de Paris. Propriétaire à Saint-Domingue, il est membre du club Massiac qui refuse l'abolition de l'esclavage dans les colonies. En février 1790, il s'oppose ainsi aux propositions d'abolition de l'esclavage présentées à l'assemblée de la Commune de Paris.
Il est commandant provisoire puis chef de légion de la garde nationale du district de Noyon. Il est administrateur du département de l'Oise de 1791 à l'an VIII et commissaire général à Reims et à Châlons-sur-Marne de 1791 à 1793. Il est aussi juge de paix du canton de Guiscard et commissaire pour la distribution des secours aux parents des défenseurs de la patrie.

### Préfet du Consulat et de l'Empire

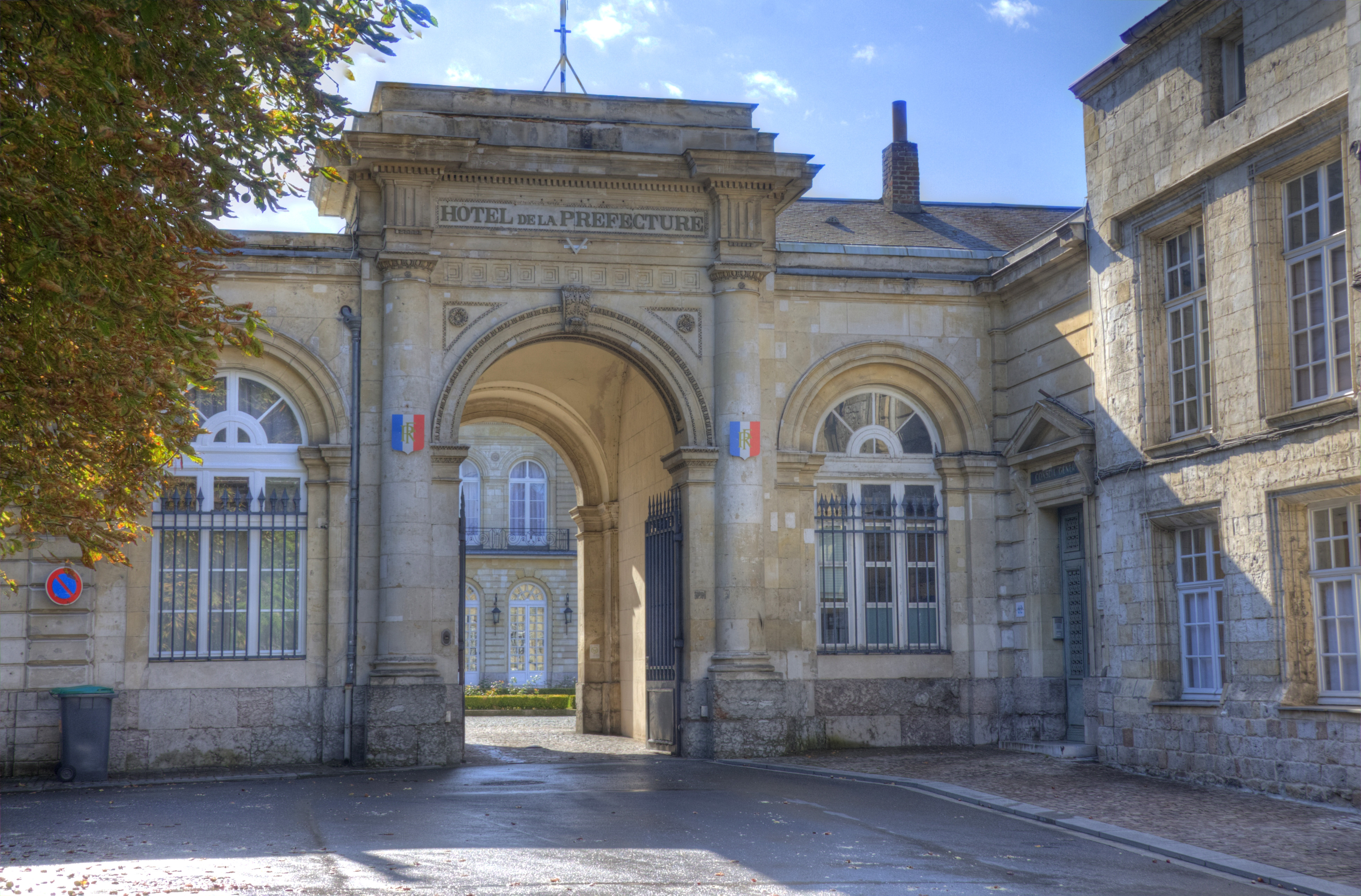
Hôtel de préfecture du Pas-de-Calais, Arras.

Charles Poitevin de Maissemy est nommé préfet du Pas-de-Calais le 11 ventôse an VIII (2 mars 1800). Il est installé dans ce poste trois semaines après, le 4 germinal 25 mars), et y reste jusqu'au 21 ventôse an XI (12 mars 1803). La fonction de préfet vient d'être créée par la Loi du 28 pluviôse an VIII (18 février 1800). À Arras, Poitevin de Maissemy choisit de s'installer dans l'ancien palais épiscopal, l'actuel Hôtel de préfecture du Pas-de-Calais,. Il se heurte aux réseaux du nouvel évêque, Hugues de La Tour d'Auvergne-Lauraguais, pour qui les préfets suivants cherchent un lieu convenable. Il est hostile aux radiations des listes d'émigrés et refuse tout d'abord d'accueillir la famille de Gantès, qui rentre d'émigration. Après son départ, Poitevin de Maissemy conserve des relations dans le département du Pas-de-Calais.
Il est ensuite nommé préfet du département du Mont-Blanc le 18 ventôse an XII (9 mars 1804),, et installé le 12 floréal (2 mai). Prenant contact avec son nouveau département, il décrit dans un rapport à son ministre l'hostilité ou la réserve face au régime des prêtres et des nobles et la méfiance des habitants en général envers les fonctionnaires français. Il souligne, à quel point les notables, possesseurs de biens nationaux, nombreux en Savoie, ont intérêt à être fidèles au régime. Il organise la visite officielle à Chambéry, le 16 avril 1805, de Napoléon Ier et Joséphine, en route pour l'Italie.
Il est nommé préfet de la Somme le 30 novembre 1810, installé le 15 janvier 1811 et le reste jusqu'au 12 mars 1813.
Charles Poitevin de Maissemy est admis à faire valoir ses droits à la retraite le 4 novembre 1813. Il meurt le 16 juin 1830.

### Mariage et descendance
Charles Poitevin de Maissemy se marie le 1er juin 1778 à Nantes avec Marie Josèphe Régnier, née le 16 juillet 1758, baptisée à l'Anse-à-Veau à Saint-Domingue et morte le 12 novembre 1823 au château de Tirlancourt à Guiscard. Elle est la fille de Jacques Joachim Joseph Régnier (1724-1787) et d'Anne Suzanne Bezin, morte avant 1778.
Charles Poitevin de Maissemy et Marie-Josèphe Régnier ont trois enfants :
- Charlotte Marie Joséphine Victoire Poitevin de Maissemy, née vers 1783, inhumée à Maissemy le 18 septembre 1783[4] ;
- Caroline Marie Josèphe Poitevin de Maissemy, née à Paris le 3 décembre 1789 et morte à Villers-Cotterêts le 29 juin 1861, sans alliance[4] ;
- Charles Alphonse Poitevin, baron de Maissemy, né à Guiscard le 8 floréal an IV 27 avril 1796 et mort à Villers-Cotterêts le 18 septembre 1866, lieutenant sous la Restauration, marié à Caroline Virginie d'Eslon, morte avant 1866[4].

## Titres et distinctions
- Chevalier de la Légion d'honneur le 14 juin 1804[12],[1].
- Chevalier de l'Empire par lettres patentes le 15 octobre 1809[13],[1].
- Baron de l'Empire[13],[1] par décret du 30 juin 1811[1] et lettres patentes du 14 août 1813[13],[1].

## Publications
- Réponse au discours des officiers des gardes de la ville à MM. les représentants de la Commune de Paris, s. l., 1789, in-4°[1].
- Rapport des seconds commissaires des représentans de la commune pour examiner le rapport des premiers commissaires, l'opinion de M. Kornmann et les autres opinions manifestées dans l'assemblée sur les causes de la rareté du numéraire et les moyens d'y remédier, Paris, 1790, in-8°[1].

## Armoiries
D'argent au chevron de gueules, accompagné en chef de deux molettes de sable et, en pointe, d'une grappe de raisin au naturel ; au comble d'azur chargé de trois roses de gueules, boutonnées et feuillées d'argent ; à la bordure de gueules chargée du signe des chevaliers. Ensuite : mêmes armes (moins la bordure) ; au franc-quartier des barons préfets.